# Niccolò da Reggio
Nicola Deoprepio, meglio noto come Niccolò da Reggio (Reggio Calabria, 1280 – ...), è stato uno scienziato, medico e traduttore italiano, importante esponente della scuola medica salernitana.
Contemporaneo del monaco Barlaam di Seminara e di Leonzio Pilato, Niccolò contribuì al risorgimento degli studi ellenici in Italia.
Vissuto durante il periodo angioino sotto Carlo II e Roberto d'Angiò, nella prima metà del XIV secolo, è accertato, attraverso ricerche documentarie d'archivio effettuate dallo storico Origlia, che fu maestro di medicina a Salerno.
La fama del medico reggino comunque è legata soprattutto alle brillanti traduzioni dal greco al latino delle opere di Aristotele e di Galeno, che gli furono commissionate dai re angioini.
Il De Renzi scrive infatti che re Roberto, per la sua perizia nella scienza medica e per i numerosi servizi resi in tale campo, gli fece dono di un cospicuo appannaggio annuale di tre once d'oro, cifra notevole per i tempi.
Niccolò effettuò le sue traduzioni direttamente dai testi greci, che essendo allora diffusi nel sud Italia e presenti in abbondanza nelle biblioteche dei monasteri benedettini, non erano di difficile reperibilità. Il valore dunque dell'opera del traduttore reggino nasce dal fatto che le versioni latine erano sino ad allora ottenute da corrotti codici arabi, non sempre fedeli nel riportare il pensiero genuino degli scrittori greci.

## Biografia
Nato a Reggio, Niccolò apparteneva alla famiglia di origine greca dei Deoprepio. Compì gli studi classici nella città natale dove apprese anche i primi rudimenti dell'arte medica.
Successivamente si trasferì a Salerno per conseguire la laurea in Medicina presso la Reale Accademia, scuola in cui insegnarono i medici e i filosofi più famosi dell'epoca, fra cui San Tommaso d'Aquino, il doctor Angelicus.
(Suprema proclamazione di dottorato conferita dal medico Riccardo, Protomedico del Regno.)
Del giovane medico e letterato calabrese rimangono le testimonianze di illustri uomini di cultura. Il medico dei papi d'Avignone Guy de Chauliac ad esempio, descrive l'attività del reggino con ammirazione, affermando inoltre che la lingua greca a Reggio (uno dei porti del Regno dove giungevano codici da tutto il bacino del Mediterraneo) e nel sud dell'Italia, era la lingua dei dotti. L'anatomico e storico francese Antonio Portai, afferma che la capacità professionale, riconosciuta al Deoprepio, era il frutto dello studio di Galeno, che gli consentì una pratica medica di alto livello; le traduzioni di Galeno condotte da Niccolò ebbero infatti un ampio apprezzamento e i suoi testi furono infatti riportati nelle prime edizioni stampate in latino delle opere del Pergameno, specialmente in quelle dei Giunta.